# Canthidium guanacaste
Canthidium guanacaste är en skalbaggsart som beskrevs av Henry Fuller Howden och Gill 1987. Canthidium guanacaste ingår i släktet Canthidium och familjen bladhorningar. Inga underarter finns listade.